# Estepa arbustiva mediterránea
La estepa arbustiva mediterránea es una ecorregión de bosque mediterráneo de la ecozona paleártica, definida por WWF. Es una transición entre los bosques mediterráneos del norte de África y el desierto del Sahara.
Ocupa 291.700 kilómetros cuadrados en una franja que se extiende desde el este de Marruecos, a través de Argelia, hasta Túnez.
También pertenecen a la ecorregión dos enclaves situados a ambos lados del golfo de Sirte, en Libia, y un tercer enclave situado al oeste del delta del Nilo, en Egipto.

## Estado de conservación
Vulnerable. La ecorregión está amenazada por el cambio del pastoreo nómada tradicional a la agricultura y ganadería sedentaria.